# 盖默斯海姆 (巴伐利亚州)
盖默斯海姆（德語：Gaimersheim，發音：[ˈɡaɪmɐshaɪm]）是德国巴伐利亚州上巴伐利亚行政区艾希施泰特县的市镇，面积28.21平方千米，2023年12月31日人口为12,436人。